# 광양군 (중국)
광양군(廣陽郡)은 중국의 옛 군이다. 군국제 시행 시의 제후왕령으로서는 광양국(廣陽國), 연국(燕國)으로 일컬었다.

## 전한
유주자사부에 속했다. 원시 2년(2년)의 인구조사에 따르면 20,740호, 70,658명이 있었다. 아래의 속현 목록은 《한서》지리지의 내용이다. 원연·수화 연간(기원전 8년 무렵)의 현황으로 여겨지며, 총 4현이다. 서울은 계현이다.
| 현명   | 한자   | 대략적 위치         | 비고                          |
| ------ | ------ | ------------------- | ----------------------------- |
| 계현   | 薊縣   | 베이징시            | 옛 연나라로 소공 석의 봉지다. |
| 방성현 | 方城縣 | 랑팡시 구안 현 북동 |                               |
| 광양현 | 廣陽縣 | 베이징시 남서       |                               |
| 음향현 | 陰鄕縣 | 베이징시 남서       |                               |

## 신
군의 이름을 광유(廣有)로 고치고 다음 현의 이름을 고쳤다.
| 전한 | 신         |
| ---- | ---------- |
| 계   | 벌융(伐戎) |
| 음향 | 음순(陰順) |

## 후한
한 소제시기 광양군으로 격하되었고 광무제시기 상곡군에 통폐합되었다가 96년 (영원 8년)에 복치되었다
5현 44,550호 280,600명을 거느렸다.
| 현명(한자) | 현명(한글) | 대략적 위치             | 비고                                                       |
| ---------- | ---------- | ----------------------- | ---------------------------------------------------------- |
| 薊縣       | 계현       | 베이징시                | 연의 수도였으며, 자사의 치소이다.                          |
| 廣陽縣     | 광양현     | 베이징시 팡산 구 광양촌 |                                                            |
| 軍都縣     | 군도현     | 베이징시 창핑 구 남     | 전한시기 상곡군에 속했다가 후한대에 광양군으로 이관되었다. |
| 安次縣     | 안차현     | 랑팡 시 북서            | 전한시기 발해군에 속했다가 후한대에 광양군으로 이관되었다. |
| 昌平縣     | 창평현     | 베이징시 창핑 구 남     | 전한시기 상곡군에 속했다가 후한대에 광양군으로 이관되었다. |

## 위진시대
서진대에는 어양군의 현 5개를 흡수해 군역이 확장되었다. 10현 29,000호를 거느렸다. 군벌 왕준이 이곳을 기반으로 거병하여 선비족과 석륵의 군대와 대치했으나 왕준이 석륵에게 패배한 이후 북방민족의 영역으로 편입되었다.
| 현명(한자) | 현명(한글) | 대략적 위치           | 비고 |
| ---------- | ---------- | --------------------- | --- |
| 薊縣       | 계현       | 변화없음              | 연의 수도였으며, 자사의 치소이다. |
| 廣陽縣     | 광양현     | 변화없음              | |
| 軍都縣     | 군도현     | 변화없음              | 관문이 있다. |
| 安次縣     | 안차현     | 변화없음              | 전한시기 발해군에 속했다가 후한대에 광양군으로 이관되었다.                                                                                                  |
| 昌平縣     | 창평현     | 변화 없음             | 관문이 있다. |
| 安樂縣     | 안락현     | 베이징시 순이 구 북서 | 본래 어양군의 속현이었으나 서진무렵에 본군으로이관되었다. 촉한 멸망 이후 유선이 이현을 봉읍으로 받아 안락공이 되었다. 오호 십육국 시대 어양군으로 복귀했다. |
| 路縣       | 노현       | 랑팡 시 싼허 시       | 본래 어양군의 속현이었으나 서진무렵에 본군으로이관되었다. 오호 십육국 시대 어양군으로 복귀했다.                                                             |
| 雍奴縣     | 옹노현     | 톈진시 우칭 구 북동   | 본래 어양군의 속현이었으나 서진무렵에 본군으로이관되었다. 오호 십육국 시대 어양군으로 복귀했다.                                                             |
| 泉州縣     | 천주현     | 톈진 시 우칭 구 남    | 본래 어양군의 속현이었으나 서진무렵에 본군으로 이관되었다. 오호 십육국 시대 어양군으로 복귀했다.                                                            |
| 狐奴縣     | 고노현     | 베이징시 순이 구 북동 | 본래 어양군의 속현이었으나 서진무렵에 본군으로 이관되었다.                                                                                                  |

## 북위
북위시기에는 서진대의 광양군은 '연군(燕郡)'으로 군명이 바뀌고 군역이 축소되었다. 5현 5,748호 22,559명을 거느렸다. 수대에는 탁군에 통폐합되었다.
| 현명(한자) | 현명(한글) | 대략적 위치    | 비고                                                                    |
| ---------- | ---------- | -------------- | ----------------------------------------------------------------------- |
| 薊縣       | 계현       | 변화없음       | 연 소왕과 연 혜왕의 무덤, 낭산신(狼山神), 그리고 려릉파(戾陵陂)가 있다. |
| 廣陽縣     | 광양현     | 변화없음       | 광양성이 있다.                                                          |
| 良鄕縣     | 양향현     | 베이징 시 남서 | 양향성과 대방산신(大房山神)이 있다.                                     |
| 軍都縣     | 군도현     | 변화없음       | 군도관, 창평성, 관석산(觀石山)이 있다.                                  |
| 安城縣     | 안성현     | 변화없음       | 본래 안차현이었으나 북위대에 안성현으로 개명되었다.                     |

이외에 432년(연화 원년)에 어양군 지역에 설치된 '익주(益州)'가 441년(태평진군 2년)에 '광양군(廣陽郡)'으로 개명되었다.
이 광양군은 3현 2,008호 9,011명을 거느렸다.
| 현명(한자) | 현명(한글) | 대략적 위치          | 비고                                                                             |
| ---------- | ---------- | -------------------- | -------------------------------------------------------------------------------- |
| 廣興縣     | 광흥현     | 청더 시 룽화 현      | 433년(연화 2년)에 신설되었다. 448년(태평진군 9년)에 항산현(恒山縣)을 병합하였다. |
| 燕樂縣     | 연락현     | 청더 시 룽화 현 서남 | 440년에 신설되었다. 448년 영락현(永樂縣)을 병합하였다.                           |
| 方城縣     | 방성현     | 미상                 | 531년(보태 원년)에 설치되었다.                                                   |